# 国酒
《国酒》（英語：Chinese Wine），2016年上映于中国大陆的历史爱情片，导演宋江波，主演黄奕、范逸臣。《国酒》讲述贵州省茅台镇两家三代人的酿酒故事。《国酒》于2016年1月15日上映。

## 剧情
该片讲述贵州省茅台镇曹怀仁历经磨练终成一代酿酒大师的故事。

## 演出
| 演员   | 角色   | 备注       |
| 范逸臣 | 曹怀仁 | 国酒传人   |
| 谷文泽 | 曹怀仁 | 童年曹怀仁 |
| 黄奕   | 程玉瓶 | 曹怀仁妻子 |
| 杨苏   | 程玉瓶 | 童年程玉瓶 |
| 侯天来 | 曹镜湖 | 曹怀仁父亲 |
| 石兆琪 | 程子敬 | 酿酒人     |
| 郑卫莉 |        | 程子敬妻子 |
| 尹子维 | 程玉峰 |            |
| 王梓程 | 曹怀远 | 曹怀仁弟弟 |
| 徐冬冬 | 时英   | 红军战士   |
| 方晓莉 | 曹妻   |            |
| 赵文瑄 | 华老板 |            |

## 制作
《国酒》在云南省、贵州省、重庆市取景。

## 上映
《国酒》在2016年1月15日上映。